# GEM (band)
GEM is een Nederlandse rockband uit Utrecht.

## Ontstaan
GEM ontstond in 2003 als samenwerking tussen zanger Maurits Westerik, gitarist Bas de Graaff en bassist Vincent Lemmen. Het drietal schreef een aantal nummers en besloot deze in de studio uit te werken. Voor de opnamen werd Simon Bonner toegevoegd aan de band als tweede gitarist. Tony van Best nam, enkel voor de opnames, plaats achter het drumstel.
Toen Westerik zag dat The Libertines op 9 juni 2003 in de Melkweg zou spelen, stuurde hij de demo-opname op naar de Melkweg en vroeg hun of zij in het voorprogramma mochten spelen. De Melkweg stemde toe en in allerijl werd drummer Ilco Slikker aan de line-up toegevoegd. De band maakte, zeker gezien het zwakke optreden van The Libertines waar Pete Doherty weigerde te spelen, een zeer goede indruk.
In de zomer van 2003 werd de band gevraagd voor het verzamelalbum College Radio: Alternative Rock Songs van het Nationaal Popinstituut waarop een aantal veelbelovende alternatieve-rockbands, waaronder Moss, zZz en Voicst zich mochten presenteren aan een groter publiek.
In de herfst van 2003 verhuisde bassist Lemmen voor een paar maanden naar Duitsland. Hij werd vervangen door Jeroen Kikkert. Toen hij terugkeerde werd besloten om Bonner uit de band te zetten en Lemmen, die in zijn afwezigheid wel had meegeschreven aan nieuwe nummers, te herinstalleren als tweede gitarist.

## Tell me what's new
In januari 2004 verscheen er een twee pagina's groot artikel over GEM in De Volkskrant en speelde de band op Noorderslag. In maart 2004 namen ze, met producer Frans Hagenaars in diens Studio Sound Enterprise in Weesp, in vier dagen hun debuutalbum op. De plaat, die de titel Tell me what's new meekreeg, verscheen op 24 mei 2004. De band kreeg een Essent Award. Die zomer speelde GEM onder andere op Lowlands en het Metropolis Festival. Ook begon de band regelmatig op te treden in Duitsland en werd er een korte clubtour gehouden met labelgenoot zZz.
In 2005 mocht GEM wederom optreden op Noorderslag. Dit optreden werd gefilmd door de WDR en uitgezonden in het programma Rockpalast. In april 2005 verscheen Tell me what's new in Duitsland bij Haldern Pop Records.

## Escapades
Toen Michiel Marsman en Justin Billinger, schrijvers van vele reclametunes, het juiste geluid zochten voor een nieuwe opdracht van Randstad Uitzendbureau kwamen ze uit bij GEM. Het resultaat van de samenwerking Good to know you werd uitgebreid tot een popnummer en uitgebracht op single. Het nummer bereikte de 24e plaats van de Nederlandse Top 40.
Die zomer ging de band, met Anne Soldaat van Daryll-Ann als bandcoach, de studio in om de opvolger van Tell me what's new op te nemen. In december bracht GEM een splitsingle uit met Spider Rico.
Het tweede album, Escapades, verscheen op 27 februari 2006, voorafgegaan door de single Go!. GEM had dat jaar optredens in de Verenigde Staten, Engeland en Ierland. Ook toerden ze weer door Duitsland.
Eind 2006 stapte drummer Ilco Slikker uit de band. Hij werd vervangen door de jonge Wouter Rentema. In februari 2007 stopte ook gitarist De Graaff. Hierop werd Lemmen gepromoveerd tot eerste gitarist en nam Westerik zelf de gitaar ter hand als tweede gitarist. Die zomer speelde Westerik op De Parade in een voorstelling rond liedjes uit de Stratemakeropzeeshow, met onder andere Solo, Tjeerd Bomhof en Roos Rebergen.

## NEW
Voor de opvolger van Escapades, besloot GEM te breken met producer Frans Hagenaars. In november 2008 reisde de band naar Riga om op te nemen met de Welsche producer Greg Haver, die eerder werkte met Super Furry Animals en Manic Street Preachers. Het resultaat, dat de titel NEW meekreeg, verscheen op 21 april 2008.
Voor de videoclip van het nummer Look hield GEM een auditie voor een meisje dat het logo van de band, een soldaatje met schild en houwer, kon symboliseren. Het leverde een videoclip op die veel gedraaid werd op MTV. Op 5 mei mocht de band als Ambassadeur van de Vrijheid in een helikopter diverse Bevrijdingsfestivals aandoen. In juli verscheen nog een videoclip van het nummer Blisters en stond de band op De Beschaving en voor een tweede keer op Lowlands. In november hield de band een uitgebreide clubtour, die ondersteund werd door de vinylsingle She said oh oh oh, I said yeah, yeah, yeah.
In 2009 werd er, in het kader van het 5-jarig bestaan van de band, een verzamelbox uitgegeven van de band, onder de titel GEM United met daarin alle drie de albums en een cd met singles, B-kanten, alternatieve versies en restopnames.

## Bandleden

### Huidige bezetting
- Maurits Westerik - zang, gitaar (2003-)
- Jeroen Kikkert - basgitaar (2003-2011)

### Oud-leden
- Tony van Best - drums (2003)
- Simon Bonner - gitaar (2003-2004)
- Ilco Slikker - drums (2003-2006)
- Bas de Graaff - gitaar (2003-2007)
- Vincent Lemmen - gitaar (2003-2010)
- Wouter Rentema - drums (2007-2010)

## Discografie

### Albums
| Album met eventuele hitnotering(en) in de Nederlandse Album Top 100 | Datum van verschijnen | Datum van binnenkomst | Hoogste positie | Aantal weken | Opmerkingen |
| ------------------------------------------------------------------- | --------------------- | --------------------- | --------------- | ------------ | ----------- |
| Tell me what's new                                                  | 24-05-2004            | -                     |                 |              |             |
| Escapades                                                           | 27-02-2006            | 04-03-2006            | 59              | 4            |             |
| NEW.                                                                | 21-04-2008            | 26-04-2008            | 59              | 4            |             |
| United                                                              | 25-06-2009            | -                     |                 |              | Verzamlbox  |
| Hunters go hungry                                                   | 01-09-2011            | 10-09-2011            | 40              | 4            |             |

### Singles
| Single met eventuele hitnotering(en) in de Nederlandse Top 40 | Datum van verschijnen | Datum van binnenkomst | Hoogste positie | Aantal weken | Opmerkingen              |
| ------------------------------------------------------------- | --------------------- | --------------------- | --------------- | ------------ | ------------------------ |
| Rise & fall                                                   | 01-12-2004            | -                     |                 |              |                          |
| Good to know you                                              | 19-09-2005            | 22-10-2005            | 24              | 5            | #14 in de Single Top 100 |
| The Subterranean parade/She's my girl                         | 01-12-2005            | -                     |                 |              |                          |
| Go!                                                           | 13-02-2006            | -                     |                 |              | #89 in de Single Top 100 |
| The subterranean parade                                       | 21-08-2006            | -                     |                 |              |                          |
| Look                                                          | 05-03-2008            | -                     |                 |              |                          |
| Blisters                                                      | 21-07-2008            | -                     |                 |              |                          |
| She said oh oh oh I said yeah yeah yeah                       | 29-10-2008            | -                     |                 |              |                          |